# Ricardo Paredes V.

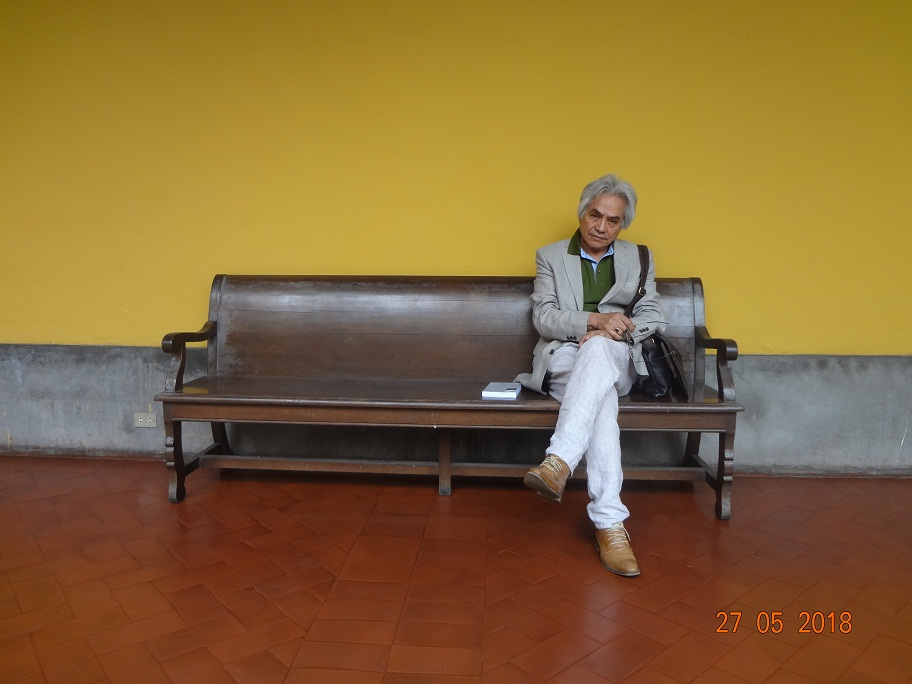
Filósofo Ricardo Paredes en la Casona de San Marcos

Ricardo Paredes V. es un filósofo peruano nacido en Conchucos en 1952. Es especialista en educación universitaria, estudios avanzados superiores y corrección de investigaciones interuniversitarias. Dicta cursos de perfeccionamiento a alumnos de maestría y doctorado, así también es calificador de tesis y estudios.

## Trayectoria
Realizó estudios de filosofía en la Universidad Nacional Mayor de San Marcos de Perú,  en la Universidad de Leiden en Holanda y en la Universidad de Heidelberg de Alemania. Se doctoró en Makerere  University de Uganda bajo la dirección de Giusephe Gado con la tesis The African Oral Philosophy y se tituló de Magíster en Sociología en la Universidad Nacional Mayor de San Marcos, con una tesis sobre la pobreza.
Actualmente, es profesor principal de la Universidad Nacional Autónoma de México, en donde ejerce las funciones de Profesor Especial Invitado, fue Asesor General del Instituto Nacional de Becas y Créditos Educativos (INABEC), Perú; Profesor Invitado en Hanói University, Vietnam; Presidente de la Comisión de la Reorganización de las Universidades Peruanas, Ministerio de Educación del Perú (2002 – 2004);  Jefe del Programa de los Asentamientos Humanos, SINAMOS del Ministerio de Vivienda del Perú (1977 -1981).

## Distinciones
- Hijo Predilecto del Departamento de Ancash, Perú - año 2013.[1]
- Medalla de Oro otorgado por el Gremio de Escritores y Artistas Peruanos - año 2011.
- Premio de reconocimiento como el mejor profesor de la Universidad de Hanói, Vietnam.

## Obras
- “Aforismos” I Parte - Uganda, 1997
- “Aforismos” II Parte - Perú, 2000
- “Los Cholos y el Poder” - Perú, 2000[2]
- “Génesis del Poder y del Estado en el Perú” - Perú, 2001
- “Argumentos” - Perú, 2002
- “Ética y Poder” (Opúsculo I) - Perú, 2002
- “Perú: Guía de Moral y Poder” (II Opúsculo) - Perú, 2002
- “Un Nuevo Poder para América Latina” - Perú, 2003
- “Cuentos y Cuentas” - Perú, 2004
- “¿Cual Poder, Cual Nación?” - Perú, 2004
- “De la Necesidad de un Estado y Nación de los Cholos” - Perú, 2005
- “Erótica de un Cínico” - Perú, 2006
- “De la Esclavitud Mental” (Opúsculo III) - Perú, 2006
- “Ética y Lógica del Pensamiento” - Perú, 2007
- “La Plaga Humana” - Perú, 2008[3]
- "Filosofía de la Destrucción Humana de la Tierra" - Perú, 2009
- “De La VIDA, Leyes y Principios” - Perú, 2011[4]
- “Manual para Filósofos” - Perú, 2013
- “Sobre la Educación Mundial” - Perú, 2013
- “Del PODER (On Power)” - Perú, 2018

## Artículos
- Revista Peruana de Literatura Año 18, número 148 Palabra en Libertad - por José E. Chocce, página 48 a 58.
- Libro: "Hora Zero: Los broches mayores del sonido", 4 páginas dedicadas a los aforismos de Ricardo P.V.[5]